# خوان كاماتشو
خوان كاماتشو (بالإسبانية: Juan Camacho)‏ هو منافس ألعاب قوى مكسيكي، ولد في 5 سبتمبر 1972.

## وصلات خارجية
- خوان كاماتشو على موقع الاتحاد الدولي لألعاب القوى (الإنجليزية)